# Spontanaktivität
Die Spontanaktivität ist die elektrische Aktivität einer erregbaren Zelle, z. B. einer Nervenzelle, die durch keine erregenden oder dämpfenden Signale beeinflusst wird. Nahezu alle erregbaren Zellen des Körpers weisen eine Spontanaktivität auf, die durch äußere Einflüsse verändert (moduliert) wird. Diese Einflüsse können von anderen Zellen stammen oder von außen im Sinne von Sinnesreizen auf die Zellen einwirken.
Eine medizinische Bedeutung haben die Spontanaktivität des Sinusknotens im Herzen und die messbare Spontanaktivität der Muskeln. 
Der Sinusknoten sorgt durch seine höhere Spontanentladungsrate für eine Synchronisation nachgeschalteter Zentren der Erregungsbildung und Ausbreitung im Herz. Fällt er aus, so setzen Ersatzrhythmen ein, die nicht immer für eine koordinierte und hinreichende Kontraktion des Herzmuskels sorgen. Die elektrische Aktivität des Sinusknoten wird mit Hilfe des Elektrokardiogramms (EKG) beurteilt, wo die von ihm ausgehende Vorhoferregung in der P-Welle abgebildet ist.
Die Spontanaktivität entspannter Muskeln kann mit der Elektromyographie (EMG) aufgezeichnet werden. Das EMG erlaubt eine Beurteilung des motorischen Systems im Hinblick auf verschiedene Muskel- und Nervenerkrankungen.